# Hieroceryx congoensis
Hieroceryx congoensis är en stekelart som beskrevs av Pierre L. G. Benoit 1951. Hieroceryx congoensis ingår i släktet Hieroceryx och familjen brokparasitsteklar. Inga underarter finns listade i Catalogue of Life.